# 제임스 로데이
제임스 로데이(James Roday, 1976년 4월 4일 ~ )는 미국의 배우이다. 텔레비전 드라마 《사이크》에서 숀 스펜서 역을 연기했다.

## 출연 작품
- 푸싱 데드 (2016)
- Good Session (2015)
- 베이비, 베이비, 베이비 (2015)
- 크리스마스 이브 (2015, Christmas Eve)
- 그레이비 (2015)
- 제이슨이었던 이름의 남자: 13일의 금요일 30년 (2009)
- 게이머 (2009)
- 비어페스트 (2006)
- 스킨워커스 (2006)
- 해저드 마을의 듀크 가족 (2005)
- 돈 컴 노킹 (2005)
- 롤링 캔사스 (2003)
- 리플리 케이트 (2002)
- 쇼타임 (2002)
- 커밍 순 (1999)

### 텔레비전
- 사이크 (2009-14)